# Scalptia scalariformis
Scalptia scalariformis is een slakkensoort uit de familie van de Cancellariidae. De wetenschappelijke naam van de soort is voor het eerst geldig gepubliceerd in 1822 door Lamarck.